# Punta de la Armada
La punta de la Armada (en inglés: Navy Point) es un cabo ubicado en el centro-este de la isla Soledad, que está al sur de puerto Groussac y marca el extremo oriental de la península Camber. 
En esta punta existe una pequeña baliza, y junto a la punta Ingeniero de la península Giachino, forma la boca de entrada a la rada de Puerto Argentino. 
Esta punta se encuentra en el archipiélago de las islas Malvinas, que según la Organización de las Naciones Unidas (ONU), están en litigio de soberanía entre el Reino Unido, quien la administra como parte del territorio británico de ultramar de las Malvinas, y la Argentina, quien reclama su devolución, y la integra en el departamento Islas del Atlántico Sur de la provincia de Tierra del Fuego, Antártida e Islas del Atlántico Sur.
En las inmediaciones de este accidente geográfico se desarrollaron varias acciones bélicas durante la guerra de las Malvinas en 1982.